# Étienne de Gröer
Étienne de Groër (Varsóvia, 1882 — Nice, 1974), nascido Szczepan Groër (em russo:  Степан Францевич Гроэр; transl.: Stepan  Frantsevich Groër), foi um arquitecto-urbanista de origem polaco-russa, professor no Instituto de Urbanismo de Paris (ao tempo Institut d’urbanisme de l’Université de Paris), que a convite de Duarte Pacheco, ao tempo presidente da Câmara Municipal de Lisboa e pouco depois Ministro das Obras Públicas e Comunicações, a partir de 1938 se fixou em Lisboa, onde trabalhou em parceria com João Guilherme Faria da Costa na elaboração de diversos planos de urbanização, entre os quais o Ante-Plano da Região de Sacavém a Vila Franca de Xira, Plano Geral de Urbanização e Expansão de Lisboa, e os planos de urbanização de Sintra, da Costa do Sol e de Almada. Estes trabalhos marcaram de forma perene o desenvolvimento do planeamento urbano em Portugal.

## Biografia
Étienne de Groër nasceu em Varsóvia em 1882, então parte do Império Russo, filho de mãe russa ortodoxa e pai polaco católico, ele próprio de origem russa mas polaco nascido em Varsóvia. Estudou no Liceu de Nice e diplomou-se em Arquitectura pela Academia Imperial de Belas-Artes de São Petersburgo. Iniciou a sua actividade profissional no Gabinete Municipal de Urbanismo de São Petersburgo.
Em 1920 estabeleceu residência em França, onde colaborou em 18 planos de ordenamento e expansão de cidades, com destaque para os planos de Dunkerque e das regiões de Creil e de La Courneuve. Colaborou em diversas ocasiões com o urbanista Donat-Alfred Agache, nomeadamente no plano de urbanização do Rio de Janeiro, dirigindo, entre 1927 e 1930, o atelier que naquela cidade foi responsável pela coordenação da elaboração do plano de urbanização encomendado a Agache.
Regressado a Paris, naturalizou-se cidadão francês em 1936 e foi contratado pelo Instituto de Urbanismo de Paris para as funções de conferencista, sendo responsável por uma área disciplinar onde eram ensinados os princípios da cidade-jardim.
Com Donat-Alfred Agache e Luigi Dodi, Étiènne de Groër foi um dos arquitectos que a convite de Duarte Pacheco trouxeram a Portugal nas décadas de 1930 e 1940 os novos ideais urbanísticos que então floresciam pela Europa, entre os quais o conceito da cidade-jardim que fora lançado por Ebenezer Howard, então muito em voga. A sua intervenção teve como linhas orientadoras  preservar o casco histórico e acautelar a expansão, ao mesmo tempo que reservava zonas para as necessárias actividades económicas, sem as quais se matam as cidades tornando-as obsoletas e amorfas. A aplicação prática desses conceitos e a sua adaptação a um contexto territorial especificamente português, constituiu um legado para gerações de urbanistas e arquitectos portugueses.
A sua primeira participação num estudo urbanístico em Portugal aconteceu por convite de Donat-Alfred Agache, que iniciou os estudos de desenvolvimento urbano da região de Lisboa, no "Estudo preliminar de urbanização da zona de Lisboa ao Estoril e a Cascais" que Étienne de Groër viria a desenvolver posteriormente enquanto "Plano da Costa do Sol". O convite para realizar plano urbanístico para a cidade de Lisboa deveu-se à impossibilidade de Agache, que se encontrava no Brasil, onde permaneceria durante o período da Segunda Guerra Mundial.
Chegou a Lisboa em 1938, aos 56 anos de idade e já com vasta experiência em urbanismo, quando a Câmara Municipal de Lisboa, com Duarte Pacheco na presidência, o contratou para definir as grandes linhas de desenvolvimento da cidade. Foi então contratado pela Câmara Municipal de Lisboa para o cargo de urbanista-conselheiro técnico da Câmara (1938-1940), tendo nessas funções elaborado o Plano Director de Urbanização de Lisboa (1938/1948), encomenda de Duarte Pacheco.
Acabaria por ser um dos principais urbanistas do Estado Novo, coordenando a elaboração dos ante-planos ou planos de urbanização de numerosas localidades, entre as quais Abrantes, Almada, Beja, Braga, Coimbra, Évora, Luanda, Sintra e Costa do Sol. Entre estes, merecem destaque o Plano de Urbanização de Sintra, elaborado em finais da década de 1940, aprovado em 11 de Novembro de 1949 e ainda hoje em vigor, os planos iniciais de expansão urbanística de Coimbra e o Plano de Urbanização da Cidade de Luanda.
Após a ocupação da França pela Alemanha durante a Segunda Guerra Mundial, Étienne de Groër refugiou-se em Portugal, onde residiu em Oeiras até ao princípio da década de 1950. Sobre este período, e sobre a sua influência no urbanismo português, declarou: Se o meu trabalho deixar traços salutares em Portugal, a minha própria dívida para com este país não é de menor importância, pois que ele me ofereceu, nesta terrível época de guerra, um calmo abrigo e uma tarefa apaixonante que me tornaram estes anos felizes e cheios de sol.